# Säulen des Herakles

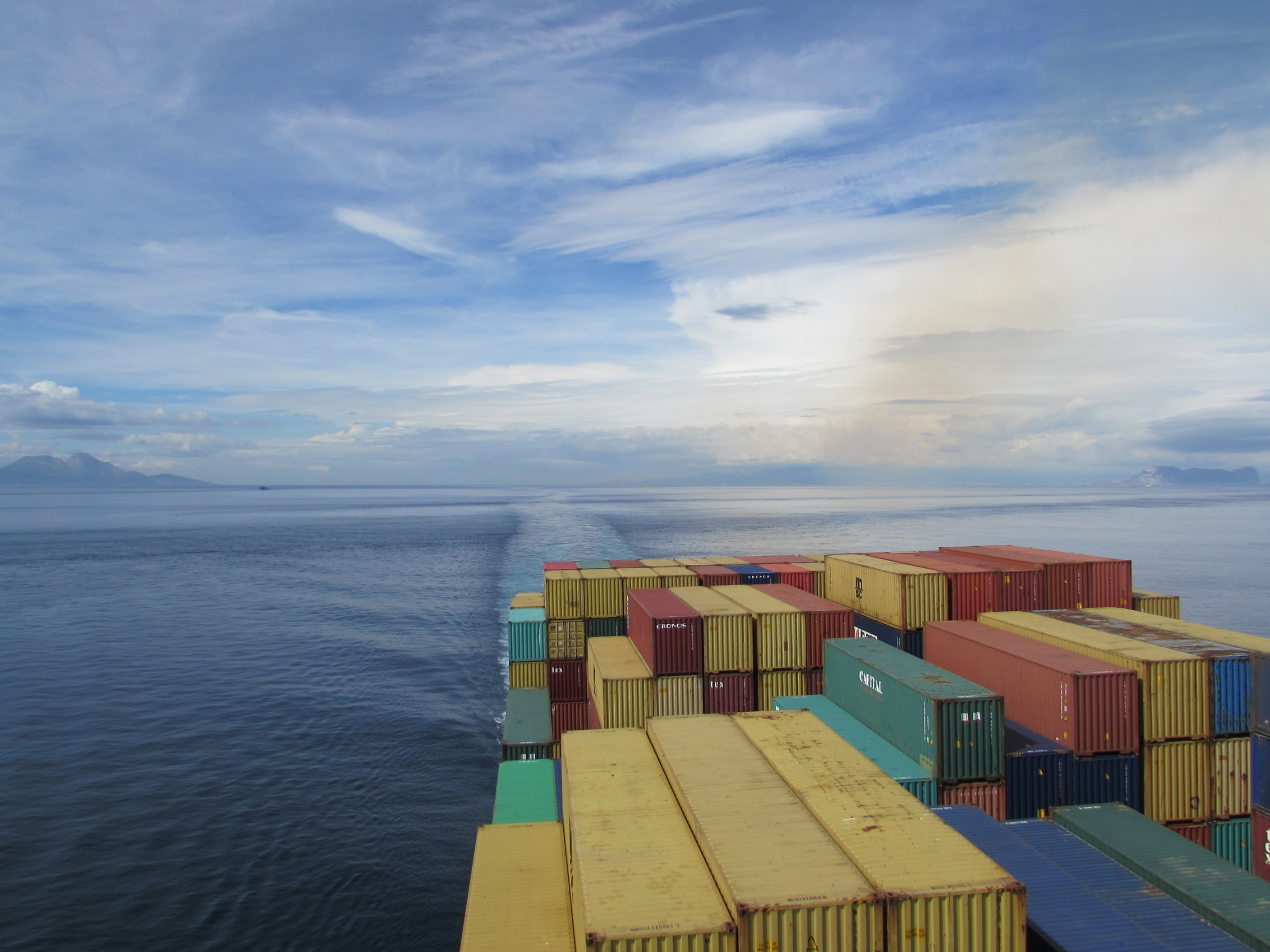
Die Säulen des Herakles vom Mittelmeer aus gesehen: Links der Dschebel Musa, rechts der Felsen von Gibraltar

Als Säulen des Herakles (altgriechisch αἱ Ἡράκλειοι στῆλαι hai Herakleioi stēlai) bezeichnete man im Altertum zwei Felsenberge, die die Straße von Gibraltar (lateinisch Gaditanum fretum) einfassen: den Felsen von Gibraltar (lat. Calpe) im Süden der Iberischen Halbinsel und den Berg Dschebel Musa in Marokko, westlich der spanischen Exklave Ceuta. Andere Quellen bezeichnen Abyle (lat. mons Abila) unmittelbar beim spanischen Ceuta in Nordafrika, welcher heute als Monte Hacho bekannt ist, als die südliche Säule des Herakles.
Einer nicht antiken Überlieferung zufolge brachte Herakles am Ausgang des Mittelmeeres die Inschrift „Nicht mehr weiter“ an, um das Ende der Welt zu markieren. Die lateinische Version dieses Spruches lautet Non plus ultra. Nach der Entdeckung Amerikas und dem Herrschaftsantritt Karls V. wurde sie in Plus Ultra abgeändert und fand so als Devise Eingang in das Wappen Spaniens.

## Geschichte
Die Phönizier erreichten und durchfuhren die Meerenge auf ihren Entdeckungsfahrten spätestens um 900 v. Chr., was durch frühe phönizische Funde in Huelva belegt ist, die ins ausgehende 10. oder frühe 9. Jahrhundert datiert werden. Sie bezeichneten die beiden das Mittelmeer begrenzenden Vorgebirge nach ihrem Sonnengott als Säulen des Melkart (Baal von Tyros). Der Name des Gottes wurde später von den Griechen per Interpretatio Graeca dem griechischen Herakles gleichgesetzt. Sie formulierten weiterhin, diese Meerenge bilde das Ende der Welt und sei einst von Herakles gesetzt worden, als er auf dem Weg, die Rinderherde des Geryon zu rauben, an Tartessos vorbeikam.
Im Widerspruch zu dieser frühzeitlichen Auffassung steht allerdings die Erwähnung dieser Säulen in der Germania des Tacitus, der diese im Gebiet der Friesen vermutete. Platon siedelt sein mythisches Inselreich Atlantis jenseits der Säulen des Herakles an, da für die alten Griechen hier der bekannte Teil der Welt endete.

## Wappen

Wappen von Cádiz

Wappen Spaniens

Die Säulen des Herakles erscheinen in den Wappen Spaniens, Andalusiens, Melillas und der Stadt Cádiz. Wenn sie neben dem eigentlichen Wappen stehen, werden sie in der Heraldik zu den „Prachtstücken“ gezählt; innerhalb des Wappenschildes sind Säulen eine sogenannte „gemeine Figur“. Die Bekrönung der Säulen im spanischen Wappen sind verschieden: heraldisch rechts (also von vorn betrachtet links) die Krone von Karl III., heraldisch links die spanische Königskrone. In den Wappen der ersten und zweiten Spanischen Republik blieben die Säulen unbekrönt.

## Symbolik

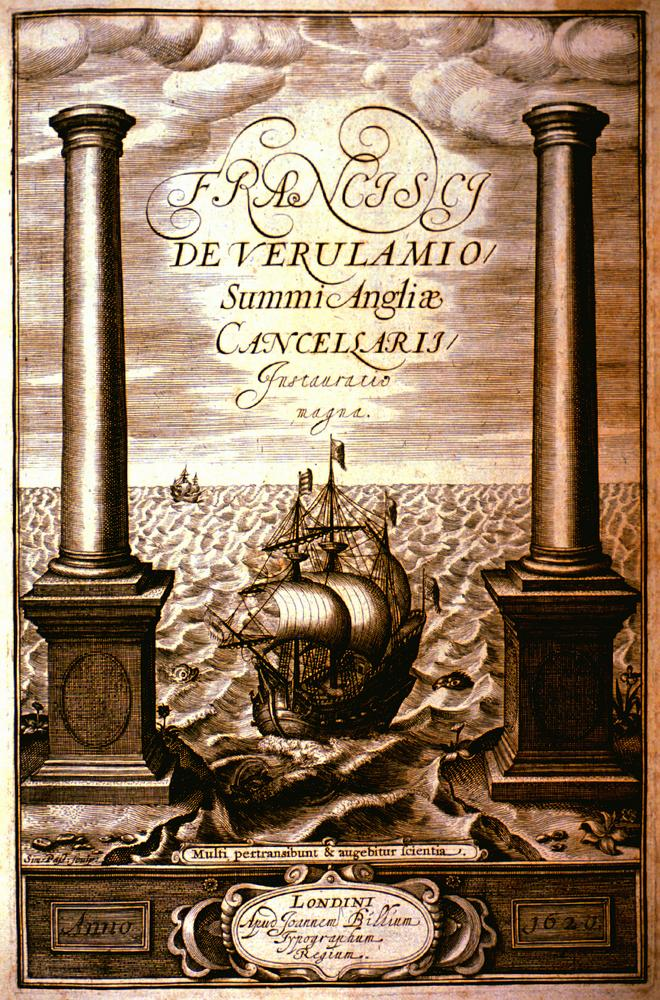
Titelblatt der Instauratio Magna

Das Motiv der Säulen des Herakles fand in unterschiedlichen Zusammenhängen weite Verbreitung.
Der Renaissancephilosoph Francis Bacon nutzte es z. B. in seiner Instauratio magna als Symbol für das bewusste Durchbrechen der Wissensgrenzen von Antike und Mittelalter. („Viele werden hindurchfahren und die Erkenntnisse der Wissenschaft werden sich vermehren“ lautet die Unterschrift der Titelgraphik.)

## Bilder vor Ort

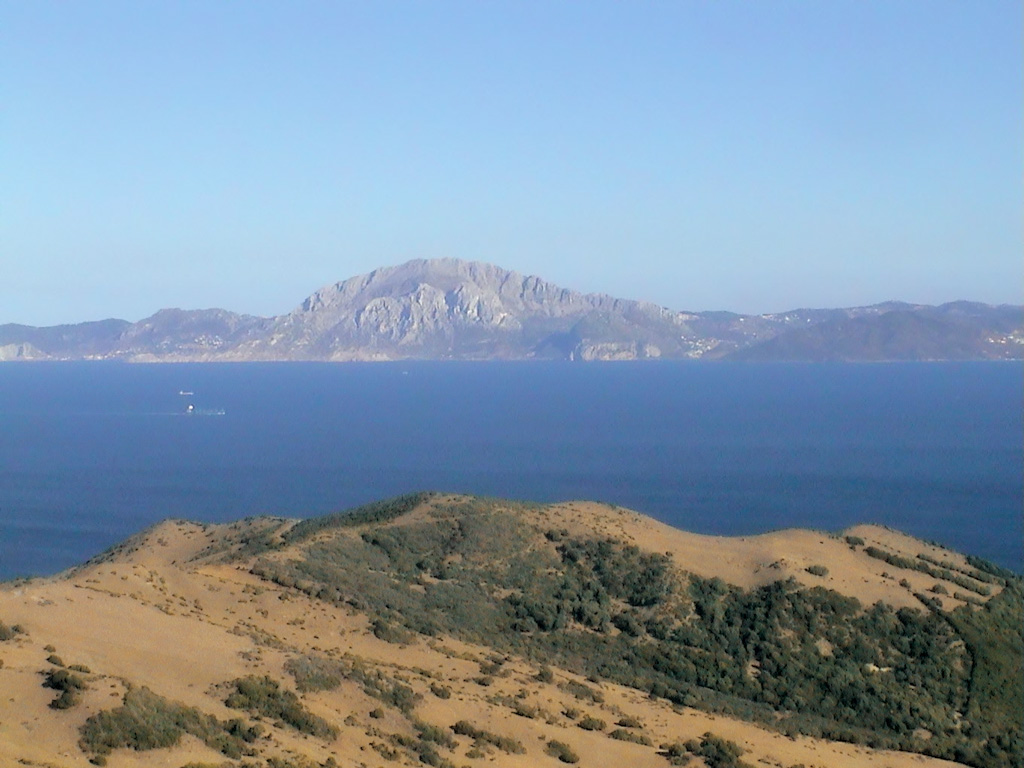
Die spanische Küste bei Tarifa mit dem Djebel Musa im Hintergrund
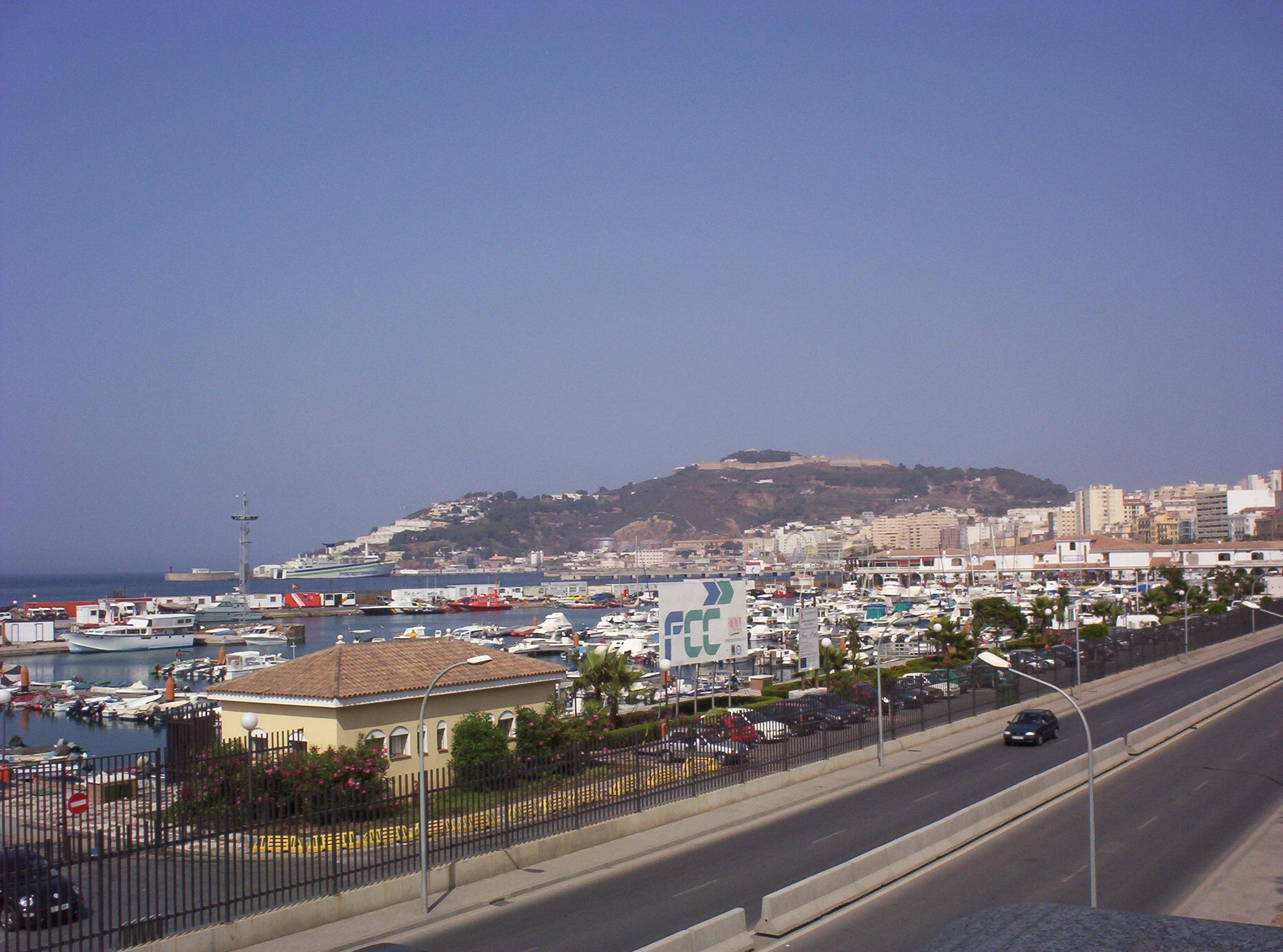
Der Monte Hacho bei Ceuta
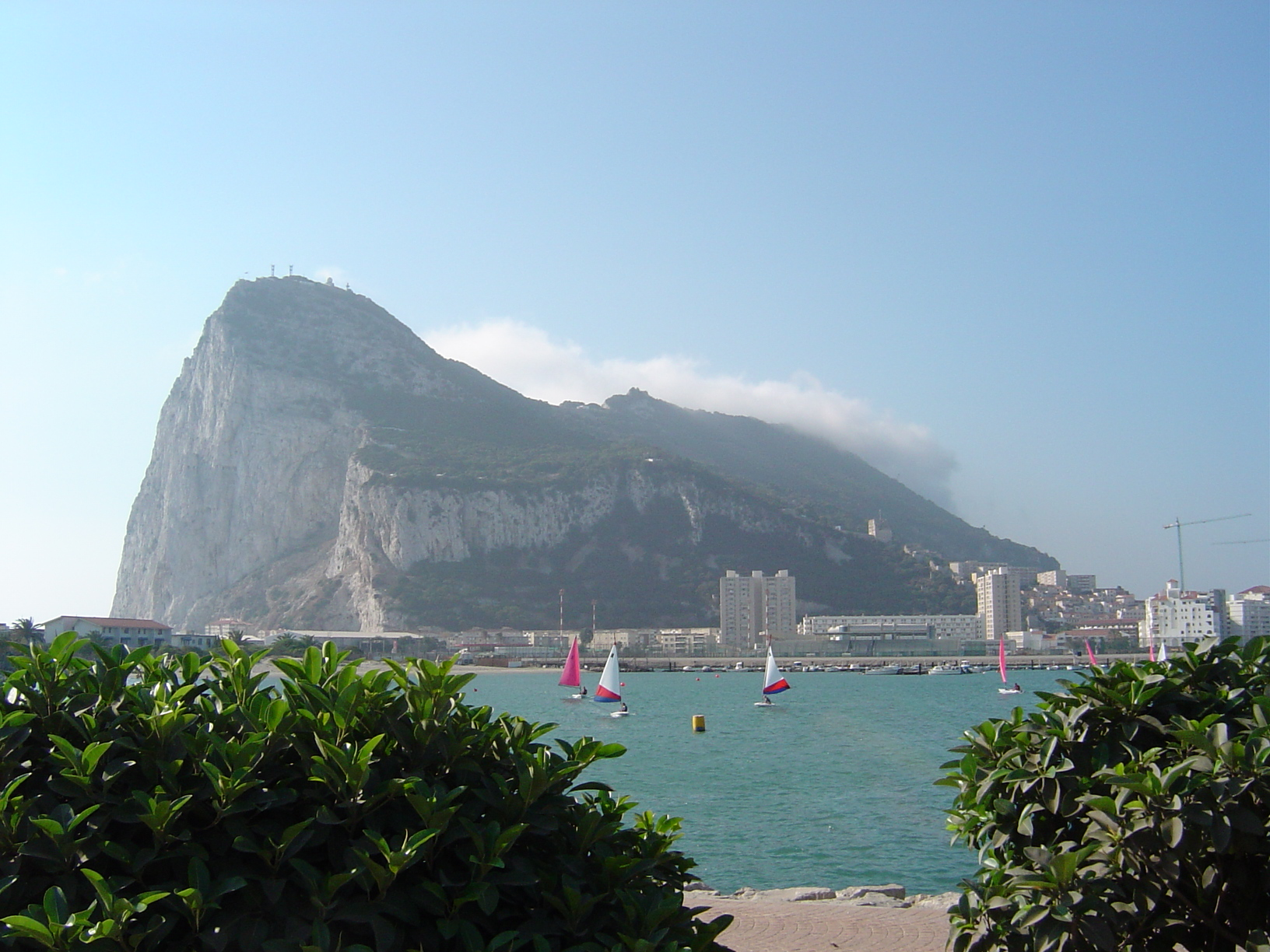
Gibraltar
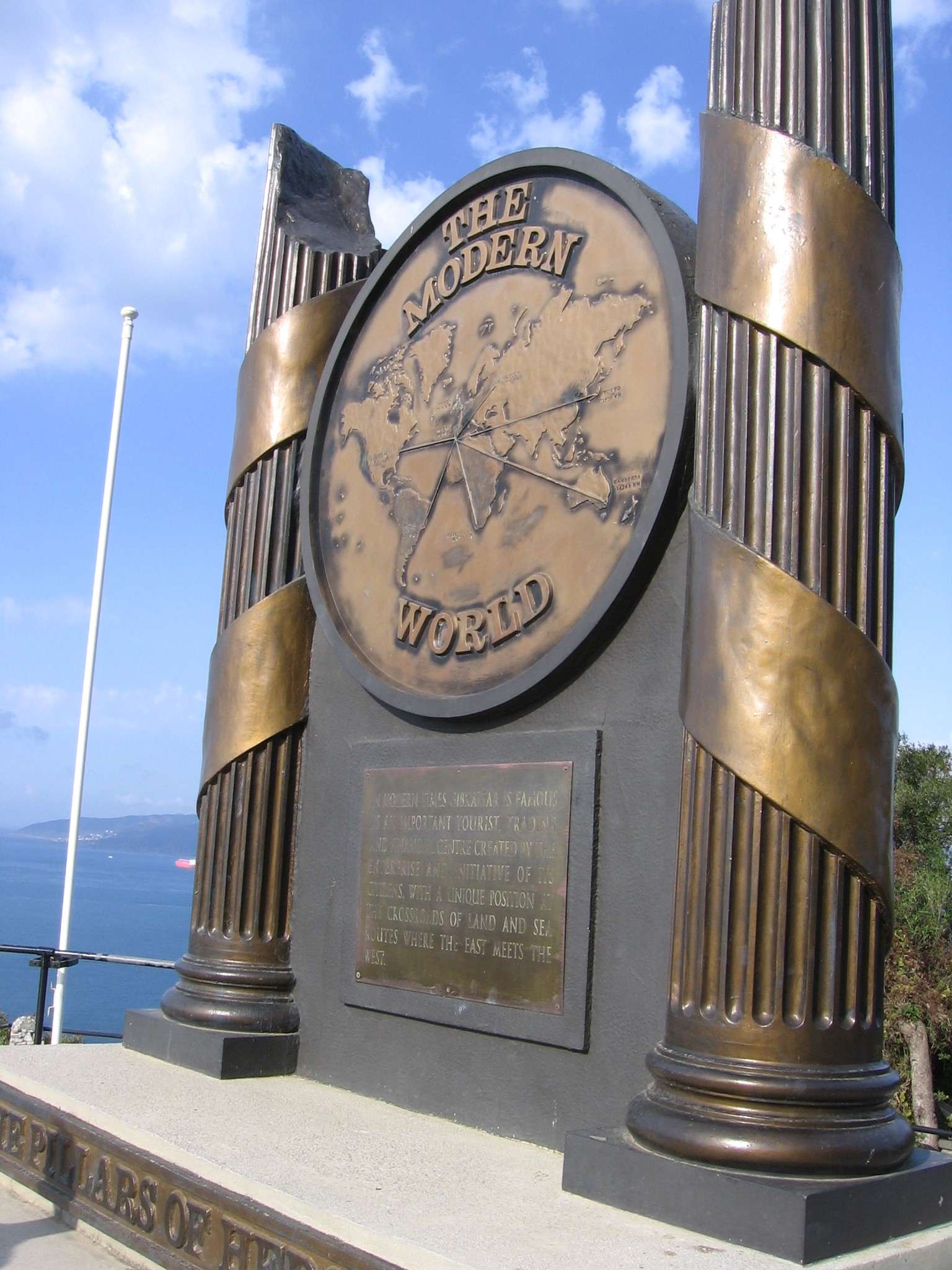
Monument der Säulen in Gibraltar, Seite zum Atlantik
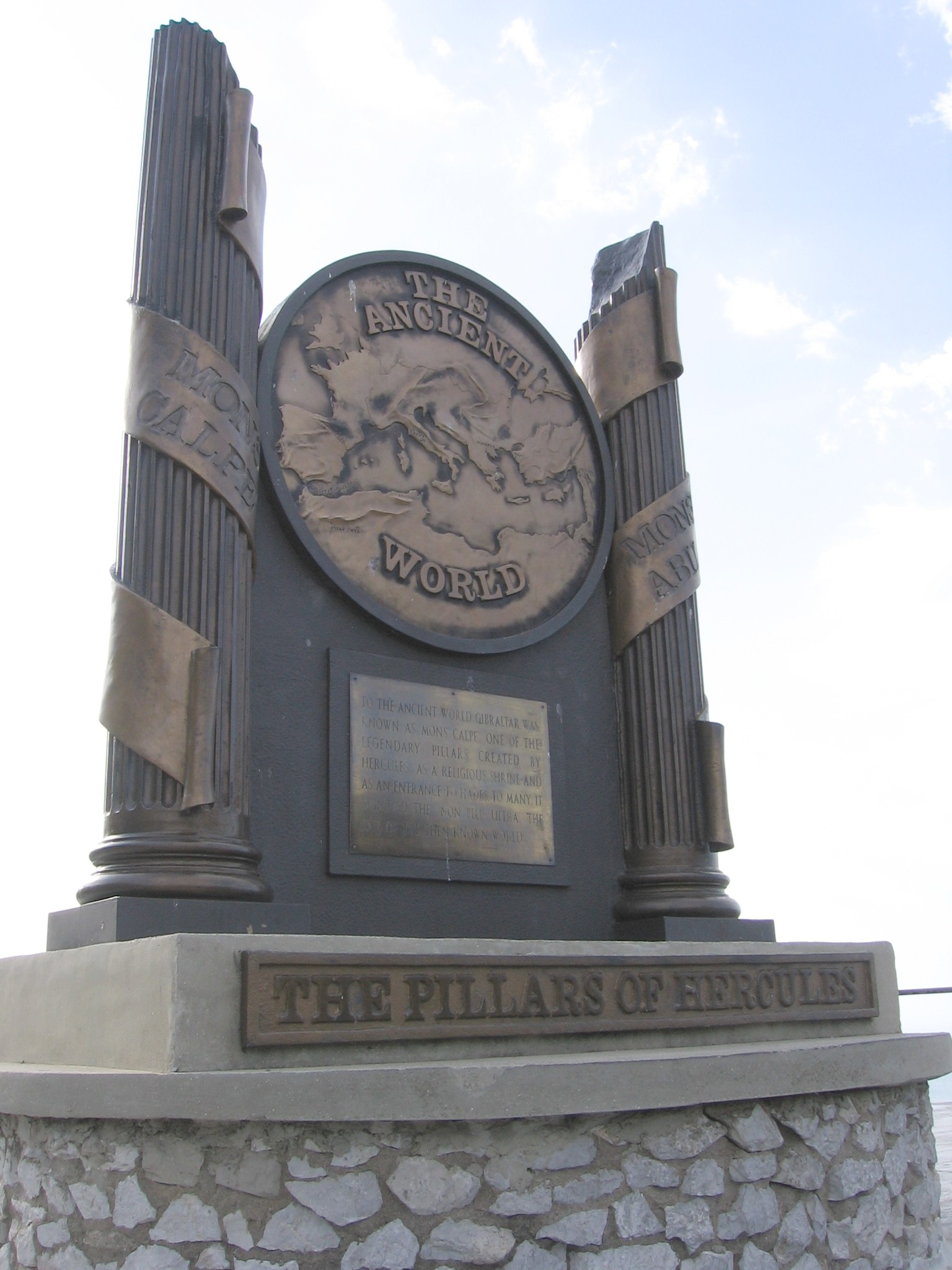
Monument der Säulen in Gibraltar, Seite zum Mittelmeer

## Belege
1. ↑  U. a. Plinius der Ältere, Naturalis historia 3,74,6
2. ↑  Der Erstbeleg findet sich bei dem griechischen Dichter Pindar, der über einen Sieg des Theron von Akragas im Wagenrennen bei den olympischen Spielen des Jahres 476 v. Chr. schreibt (Olympische Oden 3,42–45):

«εἰ δ᾽ ἀριστεύει μὲν ὕδωρ, κτεάνων δὲ χρυσὸς αἰδοιέστατος,
νῦν δὲ πρὸς ἐσχατιὰν Θήρων ἀρεταῖσιν ἱκάνων ἅπτεται
οἴκοθεν Ἡρακλέος σταλᾶν. τὸ πόρσω δ᾽ ἔστι σοφοῖς ἄβατον
κἀσόφοις. οὔ νιν διώξω: κεινὸς εἴην.»

„Doch so wahr als Wasser das Beste, das Gold vor allen Gütern ehrenwert: Also berührt nun Theron, gelangt an die Grenzen, Herakles' Säulen durch Tugenden seines Geschlechts. Ein höheres Ziel ist Weisen und Narren versagt. Ich verfolge es nicht, ich wäre wahrlich eitel.“
3. ↑  Ein möglicher Ursprung dieser Überlieferung ist: Pindar, Nemeische Oden 3,20–21.
4. ↑  Fernando González de Canales Cerisola: Tarshish-Tartessos, the Emporium Reached by Kolaios of Samos. In: André Lemaire (Hrsg.): Phéniciens d'Orient et d'Occident: mélanges Josette Elayi. Paris 2014, S. 559–76, hier 559f. (= Cahiers de l'Institut du Proche-Orient Ancien du Collège de France (CIPOA), Band 2).
5. ↑  Apollodor Bibliotheke 2,5,10.
6. ↑  Tacitus Germania 34.